# Cantó d'Aubigny-en-Artois
El cantó d'Aubigny-en-Artois és un cantó francès del departament del Pas de Calais, situat al districte d'Arràs. Té 30 municipis i el cap és Aubigny-en-Artois.

## Municipis
- Agnières
- Ambrines
- Aubigny-en-Artois
- Averdoingt
- Bailleul-aux-Cornailles
- Bajus
- Berles-Monchel
- Béthonsart
- Camblain-l'Abbé
- Cambligneul
- Capelle-Fermont
- Chelers
- La Comté
- Frévillers
- Frévin-Capelle
- Gouy-en-Ternois
- Hermaville
- Izel-lès-Hameau
- Magnicourt-en-Comte
- Maizières
- Mingoval
- Monchy-Breton
- Penin
- Savy-Berlette
- La Thieuloye
- Tilloy-lès-Hermaville
- Tincques
- Villers-Brûlin
- Villers-Châtel
- Villers-Sir-Simon

## Història
| Data d'elecció                           | Identitat            | Partit           | Qualitat |
| ---------------------------------------- | -------------------- | ---------------- | -------- |
| 1945-1951                                | M. Sinot             | Divers gauche    |          |
| 1951-1970                                | Maurice Delory       | RPF, després UDR |          |
| 1970-19..                                | Julien Hermant       | PS               |          |
| 19..-1994                                | Georges Caron        | UDF              |          |
| 1994-                                    | Jean-Michel Desailly | PS               |          |
| les dades anteriors no són pas conegudes |                      |                  |          |
|                                          |                      |                  |          |

## Demografia
| A partir de 1990: Població sense dobles comptes |